# 小行星4952
小行星4952（英語：4952 Kibeshigemaro）是一颗围绕太阳公转的小行星。1990年3月26日，杉江淳在Dynic发现了此天体。
这颗小行星的绝对星等为102.7051647684204等。